# George Campbell Tinning
George Campbell Tinning (Saskatoon, 25 febbraio 1910 – Montréal, 28 febbraio 1996) è stato un pittore e illustratore canadese.
Di origine canadese, raffinò la sua formazione artistica alla fine degli anni trenta presso alcune scuole d'arte negli USA, ritornando nel 1939 in Canada, ove si stabilì lavorando come artista ed illustratore.
Durante la seconda guerra mondiale si arruolò nel Royal Higland Regiment nel 1942, per essere nominato nel 1943 "artista di guerra ufficiale" (war artist) con il grado di tenente, rimanendo per l'intero anno ad Ottawa. Trasferito inizialmente a Londra, venne inquadrato nella 1st Canadian Division nel giugno 1944, operante in Italia, trovandosi ad operare con il grado di capitano al seguito delle truppe sul fronte adriatico della Linea Gotica, che seguì, documentandola con numerosi acquerelli, dalla fase di sfondamento tra Pesaro e Rimini fino alla conquista di Ravenna. Recenti scoperte dello storico Fabrizio Scheggi testimoniano della sua presenza e di sue realizzazioni pittoriche anche in Mugello durante i mesi precedenti al cedimento del fronte tedesco. Nel febbraio 1945, assieme a tutte le unità canadesi in Italia, si trasferì a Marsiglia, risalendo successivamente la Francia fino al Belgio e i Paesi Bassi, continuando a dipingere fino alla fine del conflitto. Il suo incarico di artista di guerra si prolungò tuttavia sino al 1947, realizzando alcune versioni con colori ad olio tratte da acquerelli dipinti durante la guerra.
Sue opere vinsero due premi del prestigioso Jessie Dow Prize canadese, nel 1942 e nel 1947.
Dopo la guerra continuò la sua attività artistica come pittore, decoratore ed illustratore, sia autonomamente che come dipendente della rivista illustrata canadese Lincoln-Mercury Times, viaggiando intensamente in ogni provincia canadese, in Giamaica, USA, Gran Bretagna, Italia. Nel corso della sua carriera artistica si unì alla Canadian Society of Graphic Art ed alla Canadian Society of Painters in Water Colour, diventando successivamente associato e poi membro della prestigiosa Royal Canadian Academy of Arts (RCAA). Sue opere dipinte durante la guerra sono conservate presso il Canadian War Museum di Ottawa ed il Moose Jav Art Museum di Moose Jaw.
Prima della sua morte, avvenuta nel 1996, già dagli anni ottanta la sua produzione era diventata oggetto di alcune retrospettive sulla war art sia in Canada che all'estero.